# 1998年美国国会大厦枪击事件
1998年美国国会大厦枪击事件发生在1998年7月24日，导致两名美国国会警察死亡。犯罪嫌疑人小拉塞尔·尤金·韦斯顿于当地时间15:40走进国会大厦开火，警探约翰·迈克尔·吉布森和警官雅各布·切斯纳被其枪杀。切斯纳当天在乔治·华盛顿大学与世长辞，而吉布森则在华盛顿医疗中心进行手术时逝世。行凶者韦斯顿虽然被警方的回击打中，惟未能致其死命。其确切行凶动机不明，不过此人患有精神紊乱，并且对美國联邦政府有着强烈的不信任。之后他因偏执型精神分裂症而被送入精神病院治疗，截止2023年仍然没有因為其行为而被送上法庭受审。

## 枪击
枪击当日，切斯纳和另一位警官获派操作位于国会大厦东门口的X光机和磁力仪，这里只对国会议员及其助手开放。吉布森警探负责保護几位重要代表，当时的联邦众议院多数党领袖汤姆·德雷就在大门旁的办公室内。下午15:40，小拉塞尔·尤金·韦斯顿手持一把可装载6发子弹的.38口径史密斯威森左轮手枪从门口走进国会大厦，这时切斯纳警官正在向一位游客和他的儿子指点方向，他的搭档也扶着另一位游客前往洗手间。韦斯顿绕过了金属探测器走进门内，切斯纳看到后，要求对方退回门外重新走过探测器。在没有任何警告的情况下，韦斯顿突然在切斯纳背后掏出枪直接对准其后脑勺开枪。据证人报告，韦斯特接下来推开不远处的门走进了一组办公室，使用该组办公室的都是资深共和党议员，包括汤姆·德雷和之后将成为众议院议长的丹尼斯·哈斯特。
韦斯特走进德雷的办公室后又击中了身穿便衣的吉布森警探，尽管已身受重伤，但吉布森还是掏出枪向嫌犯回擊并打中了对方，韦斯特之后很快被捕。一位女游客的脸部和肩膀被嫌犯打出的一颗子弹擦伤，她在接受治疗后顺利出院。另一位国会警官道格拉斯·麦克米利安也被子弹打伤。之后将成为联邦参议院多数党领袖的田纳西州参议员比尔·弗里斯特事发前正在参议院楼层主持一次会议，他也是一位心脏外科医生。弗里斯特对枪手进行了急救，并将其送到了哥伦比亚特区总医院。

## 枪击后

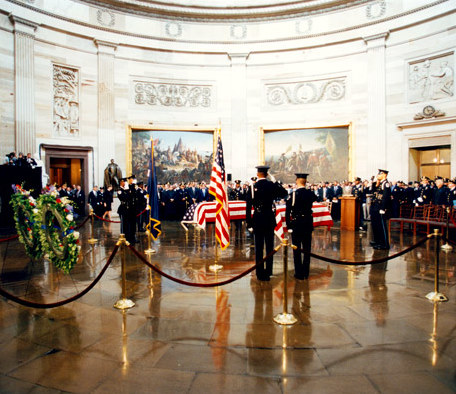
雅各布·切斯纳警官和约翰·吉布森警探的灵柩停放在国会大厦的圆形大厅内，一支国会警察仪仗队向其致敬

这场袭击导致了切斯纳警官和吉布森警探丧生，两人的遗体随灵柩一起停放在国会大厦的圆形大厅接受瞻仰。这是首次有警察，并且也是首度有非裔美国人获得这项荣誉。
1999年，韦斯顿因被认为患有精神分裂症并且擅自停药而不能接受审理。美国哥伦比亚特区地区法院的一位法官于2001年判决对其强制进行抗精神病药物治疗，美国哥伦比亚特区巡回上诉法院维持了地区法院的原判。到了2004年，虽然治疗一直在持续，但法院认定韦斯特的状况还是不能够受审，并暂时不对其发起刑事指控，但不排除将来再进行审判的可能。这起枪击案以前，韦斯特还曾威胁过美国总统而引起过美国特勤局的注意。
枪击发生后，国会警察委员会建立了美国国会警察纪念基金，这是一个旨在为切斯纳和吉布森的家人提供经济支持的非盈利性组织。2005年11月，基金也开始对克里斯多夫·厄尼中士（Sgt. Christopher Eney）的家人提供支持，他是一位在1984年的一次训练事故中丧生的国会警察。枪击事件也成为建立国会大厦游客中心的一个重要原因。哥伦比亚特区国会代表埃莉诺·福尔摩斯·诺顿为此提出了《1998年雅各布·约瑟夫·切斯纳-约翰·迈克尔·吉布森美国国会大厦游客中心法案》。韦斯特所行经的门也改为切斯纳-吉布森纪念门来向两人致敬。
2008年3月6日，韦斯顿提出动议要求对其精神状态召开一场听证会。这场听证会于5月6日举行，韦斯顿与他的公共辩护律师简·皮尔斯还有另外两位由他选择的证人，一位心理医生和一位职业康复专家4人一起在位于巴特纳的联邦惩教署通过电话会议与法官交流。联邦法官厄尔·布里特（Earl Britt）之后拒绝了韦斯顿从联邦机构释放的要求，认为他没有提供足够的证据证实自己不再需要被关押看管。听证会期间被告请来的心理医生霍利·罗杰斯表示，“有时间有些人虽然吃了药但就是没效果”，这也意味着韦斯顿还不能被释放。如果他将来获释，那么很有可能会被带到哥伦比亚特区因谋杀两位警察接受审判。

## 警官

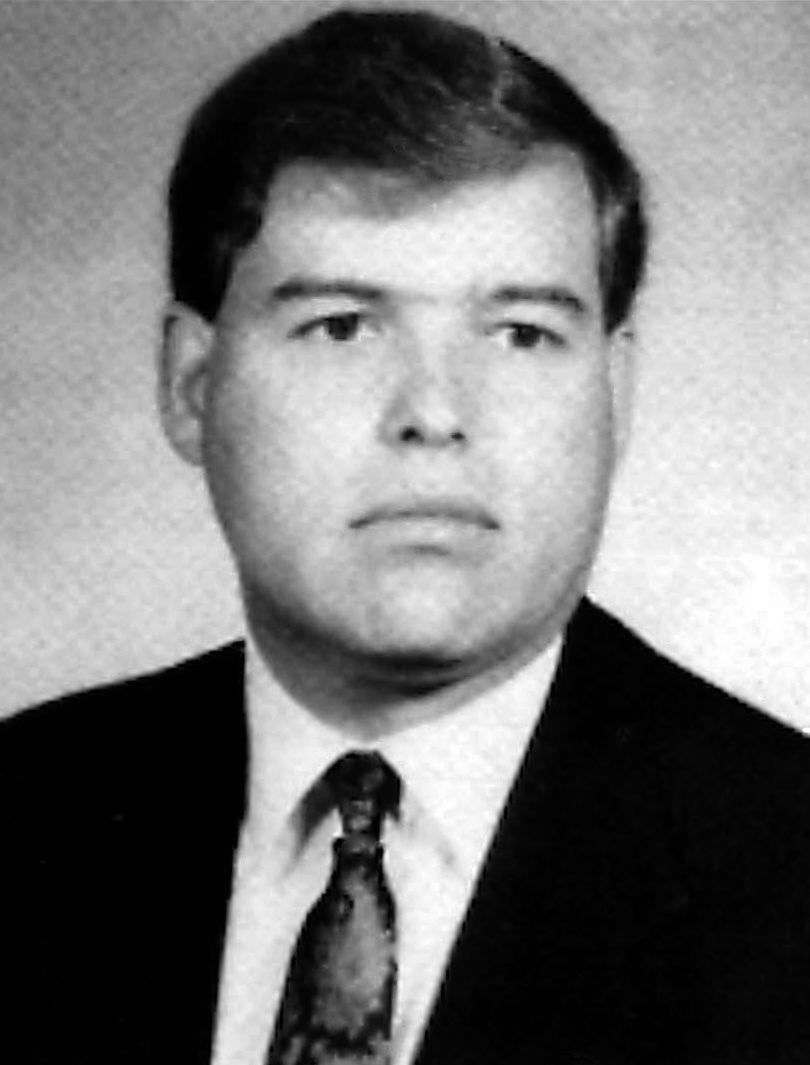
美国国会警察约翰·吉布森警探

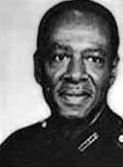
美国国会警察雅各布·切斯纳警官

约翰·迈克尔·吉布森（1956年3月29日－1998年7月24日）是一位负责保护国会议员汤姆·德雷的国会警察，他与切斯纳警官的遗体首先一起在国会大厦的圆形大厅接受瞻仰，后下葬在阿林顿国家公墓。吉布森警探来自马萨诸塞州，已经当了18年的警察，他的妻子是该州民主党众议员乔·莫克利（Joe Moakley）的侄女，两人當時有一个17岁的长女，一个15岁的次子和14岁的幼子。在新英格兰地区长大的吉布森警探一生都是波士顿红袜队的忠实粉丝，1998年8月11日，他所爱的这支球队在与堪萨斯市皇家队比赛前為他默哀。
雅各布·约瑟夫·切斯纳（1940年4月28日－1998年7月24日）是第一位去世后遗体在国会大厦接受瞻仰的非裔美国人，他也下葬在阿林顿国家公墓。在葬礼上，时任总统比尔·克林顿致辞，还有战斗机飞临现场，以缺席隊形向其致敬。此外，一个位于马里兰州乔治王子县华盛顿堡的邮局也改为他的名字，以为纪念。

## 嫌犯
小拉塞尔·尤金·韦斯顿于1956年12月28日出生于伊利诺伊州门罗县的一个小乡村，并在那里念完了高中。1974年毕业后不久，他搬到了蒙大拿州一个人烟稀少的小镇，从此也很少再回到故乡。他的高中同学曾有一次试图邀请他回来参加同窗会，但他只回了一封写满脏话的信。他在蒙大拿生活时，许多邻居都不喜欢他并且经常忽视他。人们觉得韦斯特是一个有点异常，有时候甚至很古怪的人。他还曾一度认为邻居有使用电视天线来窥探自己。

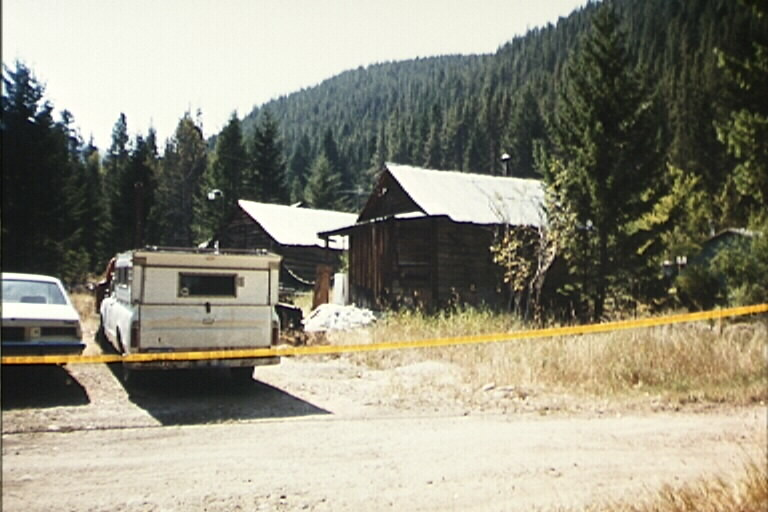
韦斯顿的木屋案发后曾被警方搜查

枪击事件发生5年前，韦斯特在一次威胁另一名蒙大拿州居民后被诊断出患有偏执型精神分裂症，随后在精神病医院接受了53天的治疗。院方对他进行测试后认为他已经不再对自己或他人构成威胁，于是送其出院。枪击事件前18个月时韦斯特回到了故乡。一到家后他就开始到处乱砍树木，并将之堆到后院以防备1993年密西西比河大洪水的重现。许多被他砍倒的树木倒在他家人的宅基地，以致他们不得不要求他马上停止。枪击事件两天前，他的祖母对附近一些猫的滋扰不厌其烦并坚持要韦斯顿对此采取措施，于是他用一支单管猎枪打死了14只猫，把几只扔在一个桶里，其余的则直接埋掉。
枪击发生后，韦斯顿被转至位于北卡罗莱纳州巴特纳的联邦惩教署精神病治疗中心。他在一次与法庭指派精神科医生的交谈中解释道，自己冲进国会大厦是为了防止美国「被疾病和食人族军团歼灭」。
由于韦斯特明显在精神上很不稳定，他从未受到过任何罪名的指控，而他监禁期间的强制用药也是一个存在争议的问题。韦斯特一直拒绝服用任何药物，他的律师为了保护他免受死刑而允许了这一做法。2001年5月，一位联邦法官授权医生对韦斯顿进行强制治疗。2001年7月，联邦上诉法院也支持这一意见，判决可以强制韦斯顿服药，他也因此被迫服用了120天的药物，并且仍被无限期地关押在巴特纳的联邦惩教署。